# Rolls-Royce Corniche (2000)
Rolls-Royce Corniche V — премиальный двухдверный четырёхместный кабриолет, производившийся в Великобритании компанией Rolls-Royce Motors с 1999 по 2002 год.

## Описание
Rolls-Royce Corniche V дебютировал в январе 2000 года. В отличие от предшественников, Corniche V стал первым автомобилем Rolls-Royce с мягкой крышей, которая складывалась в кузов.
Несмотря на кузов, сильно напоминающий Silver Seraph, Corniche V разработан на основе Bentley Azure до эпохи BMW. Автомобиль по-прежнему оснащался классическим 6,75-литровым двигателем V8, как и предшественники, но был значительно модернизирован и обладал улучшенными характеристиками благодаря унаследованному от Bentley турбокомпрессору. Таким образом, Corniche V стал первым автомобилем Rolls-Royce с турбокомпрессором.
Corniche V был самой дорогой моделью и флагманским автомобилем Rolls-Royce по базовой цене 359900 долларов США. Также Corniche V был единственным автомобилем Rolls-Royce, выпущенным под контролем Volkswagen.
Всего было выпущено 384 экземпляра.

## Технические характеристики
Rolls-Royce Corniche V оснащён 6,75-литровым турбодвигателем V8 мощностью 240 кВт (325 л. с.) и крутящим моментом 738 Н·м при 2100—2300 об/мин. Коробка передач — четырёхступенчатая автоматическая. Максимальная скорость составляет 220 км/ч, а до 96 км/ч автомобиль разгоняется за 8 секунд.

## Галерея
- Rolls-Royce Corniche V (вид сзади)
- Интерьер
- 2002 Rolls-Royce Corniche V Final Series